# Йоханныс IV
Йоханныс IV или Йоханнес IV, Иоанн IV (амх. ንጉሠ-ነግስት ዮሐንስ አራተኛ, при рождении лидж Касса Мерча; ок. 1831, Эндерта, область Тиграи — 9 марта 1889, Метемма, Судан) — эфиопский император с 12 января 1872 года, до этого князь области Тиграи.

## Биография
Йоханныс IV — выходец из феодалов Северной Эфиопии. Внутри страны продолжил объединительную политику императора Теодроса II, но устойчивость его власти во многом зависела от лояльности влиятельных наместников (расов) регионов Тигре, Амхара и Шоа; во внешней политике ориентировался на англичан, которые помогли ему прийти к власти.
В 1875—1876 годы отбил нападения египтян. Короновался в Аксуме.
Йоханныс IV оказал поддержку англо-египетским властям в Судане во время восстания махдистов во главе с Мухаммедом Ахмедом. Это привело Эфиопию в 1885 году к войне с ними. В 1887 году суданские отряды взяли и разграбили Гондэр. Параллельно захват итальянцами Массауа (1885) привёл эфиопов к военному столкновению и с ними — армия Йоханныса IV 26 января 1887 года разбила силы Италии в Догали.

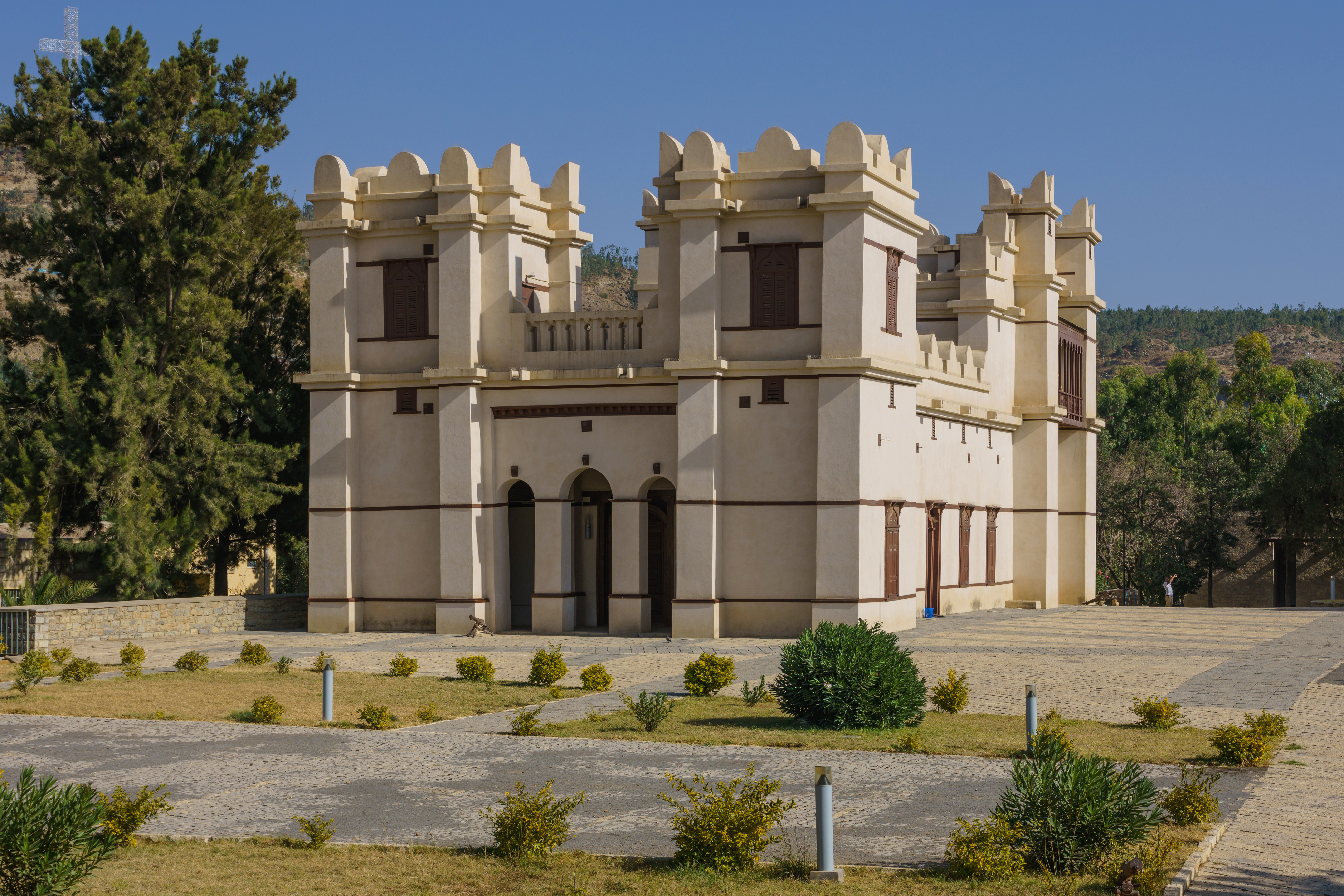
Бывший дворец Йоханныса IV в Мэкэле

Так как мир с Суданом, предложенный Йоханнысом, был связан махдистами с невыполнимыми для императора условиями (например, арабы требовали, чтобы он принял ислам), то война была продолжена. В марте 1889 года император возглавил поход на махдистов. 9 марта произошла битва у Метеммы, во время которой Йоханныс IV погиб, а его войска отступили обратно в Эфиопию. Арабы же отрубили у тела Йоханныса голову и выставили её нанизанной на копьё в своей столице Омдурмане.
Смертельно раненый Йоханныс IV успел назвать своим преемником раса Мэнгэшу и объявить, что тот — его внебрачный сын; раньше считалось, что Мэнгэша — его племянник. Законный сын Йоханныса IV, Арайя Селассие, бывший его наследником, умер ещё в молодости, при жизни отца. Однако из-за возникшего хаоса в стране Мэнгэша не имел шансов заявить свои права на корону и императором был провозглашён царь Шоа Менелик II. Мэнгэша остался его почётным пленником и умер в 1906 году; его потомство существует в настоящее время.
Внук Йоханныса IV — рас Сейюм Мангаша — был видным военным и государственным деятелем монархической Эфиопии. Правнук — Мангаша Сейюм — крупный политик, претендент на трон, основатель Эфиопского демократического союза, активный участник гражданской войны против режима Менгисту Хайле Мариама.